# Гибсонберг (Охајо)
Гибсонберг (енгл. Gibsonburg) град је у америчкој савезној држави Охајо.

## Демографија
По попису из 2010. године број становника је 2.581, што је 75 (3,0%) становника више него 2000. године.
| Група             | 2000.         | 2010.         |
| Белци             | 2.274 (90,7%) | 2.316 (89,7%) |
| Афроамериканци    | 8 (0,3%)      | 16 (0,6%)     |
| Азијати           | 7 (0,3%)      | 1 (0,0%)      |
| Хиспаноамериканци | 208 (8,3%)    | 221 (8,6%)    |
| Укупно            | 2.506         | 2.581         |